# Анашкино (Куньїнський район)
Анашкино (рос. Анашкино) — присілок в Куньїнському районі Псковської області Російської Федерації.
Населення становить 7 осіб. Входить до складу муніципального утворення Жижицька волость.

## Історія
Від 2015 року входить до складу муніципального утворення Жижицька волость.

## Населення
| 2001 | 2002 | 2010 |
| ---- | ---- | ---- |
| 6    | ↗9   | ↘7   |